# Ochthebius aristoteles
Ochthebius aristoteles är en skalbaggsart som beskrevs av Manfred A. Jäch 1999. Ochthebius aristoteles ingår i släktet Ochthebius och familjen vattenbrynsbaggar. Inga underarter finns listade i Catalogue of Life.